# Bernhard Johannes

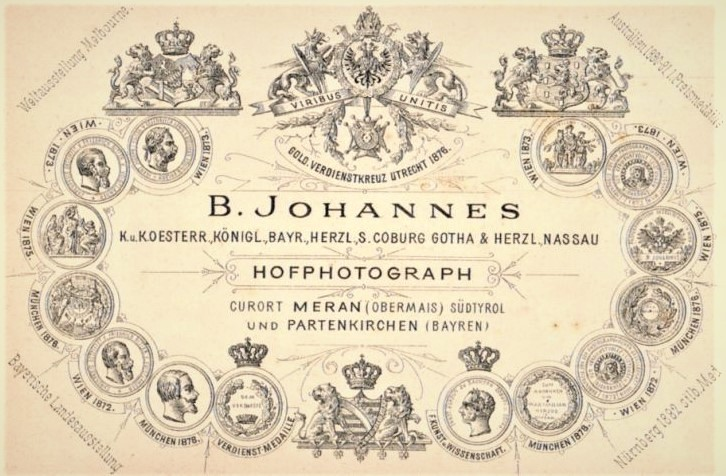
Zadní strana kabinetních fotografií z dílny Bernharda Johannese (rok 1890)

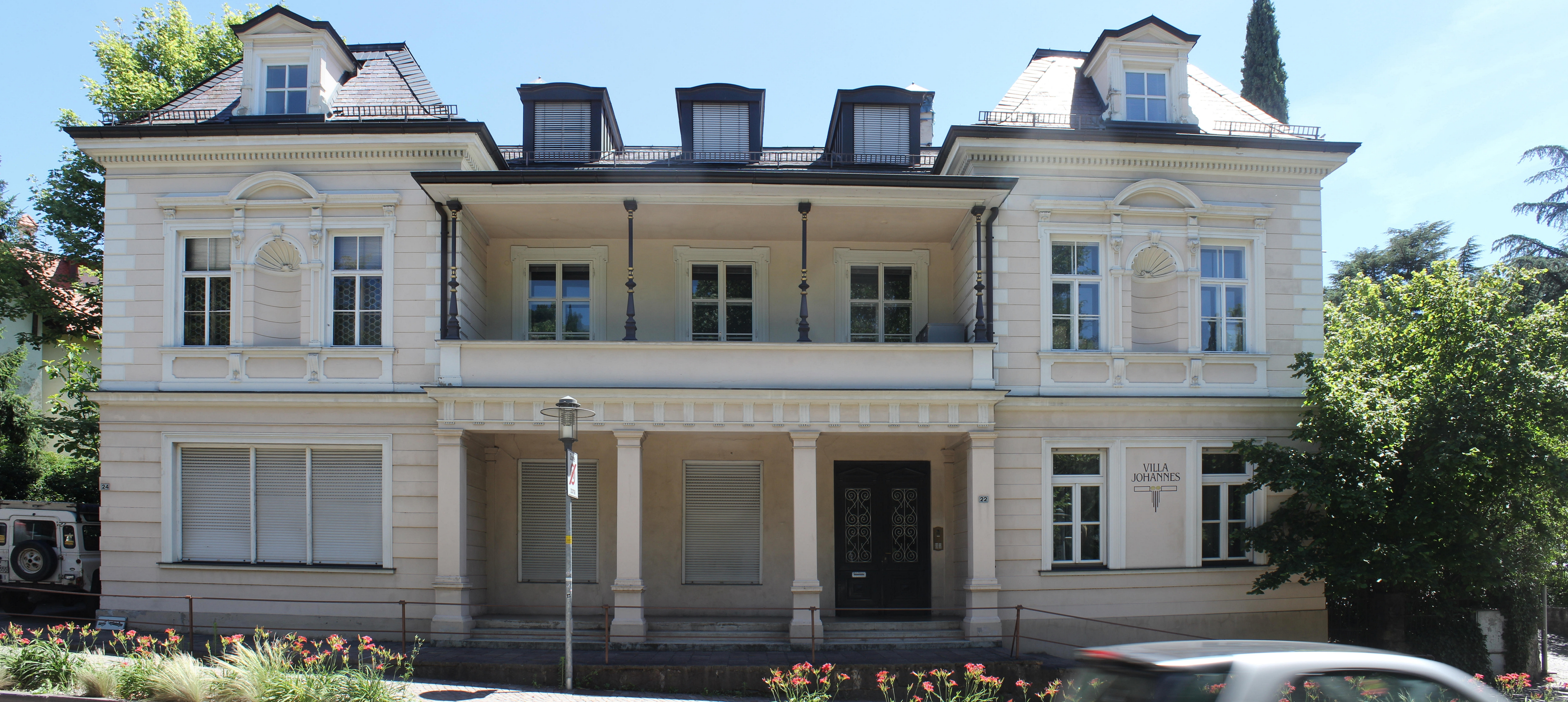
Villa Johannes, St.-Georgen-Straße 22 v Meranu

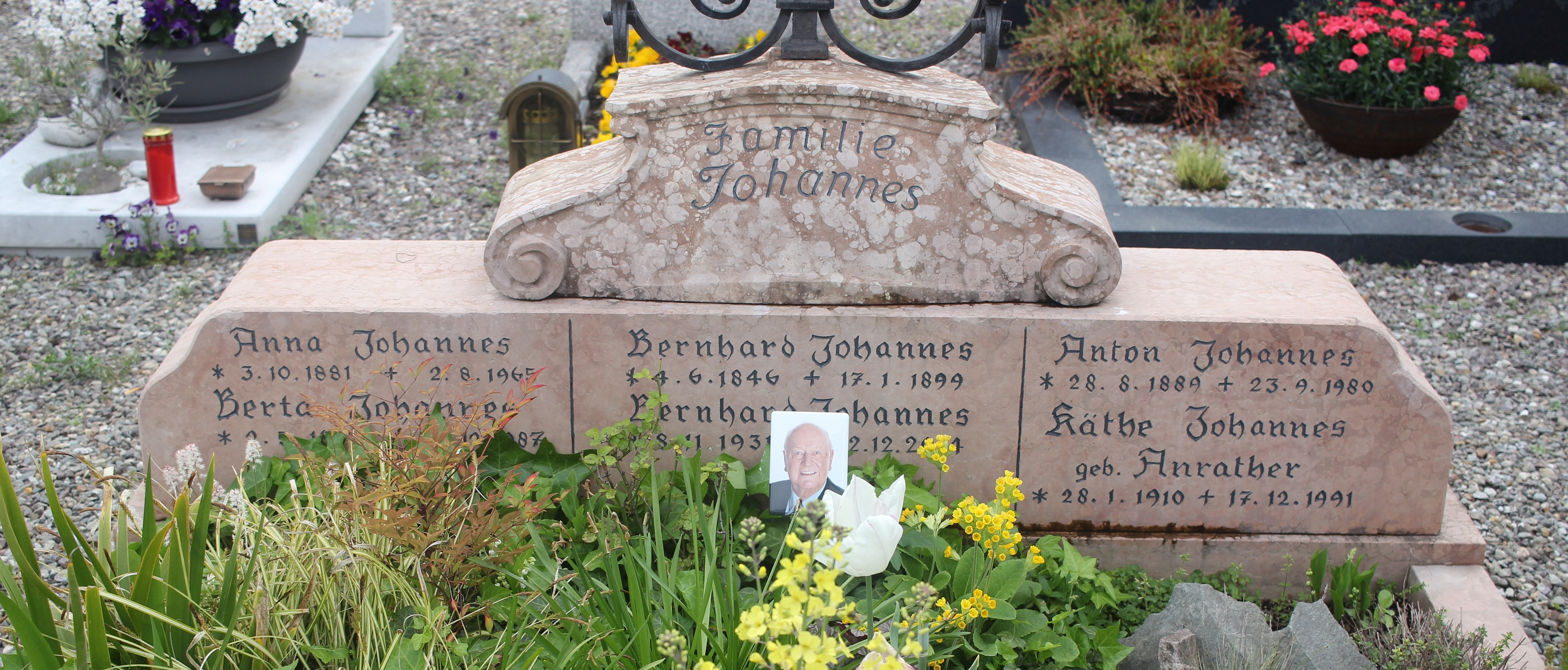
Rodinný hrob Bernharda Johannese na hřbitově „Maiser“ v Meranu

Bernhard Johannes (1846, Mnichov – 17. ledna 1899, Merano) byl německý fotograf a průkopník alpské fotografie.

## Život
Bernhard Johannes získal svoje fotografické zkušenosti ve fotografickém ateliéru německého fotografa a vynálezce Josepha Allberta v Mnichově. V roce 1870 vytvořil Bernhard Johannes fotografickou dokumentaci výstupu na nejvyšší horu Německa Zugspitze. V létě roku 1887 pozvala německá organizace Waldverein (sekce z bavorského města Passau) na Šumavu Bernharda Johannese. Tatáž organizace pak ještě v témže roce (1887) vydala soubor Johannesových velkoformátových světlotisků. V roce 1878 se Johannes usadil v bavorském městě Garmisch-Partenkirchen asi 100 km na jih od Mnichova, poblíž hranice s Rakouskem. V roce 1883 odešel do italského historického a lázeňského města Merano (v provincii Bolzano) a v roce 1884 se přestěhoval do dnes památkově chráněné vily (Vila Johannes) v jižním Tyrolsku, kterou využíval nejen jako svůj dům, ale i jako „ateliér pro portrétní fotografii“. V roce 1898 byl Bernhard Johannesovi udělen titul k.k. dvorní fotograf (německy: k.k. Hof-Photograph).
Po smrti (zemřel ve věku 53 let) Bernharda Johannese pokračovala ve vedení společnosti jeho vdova Berta Johannes.